# HD 195034
 HD 195034 (также известная как HIC 100963)— звезда северного созвездия Лисичка. Имея видимую звёздную величину +7.088m, звезда не видима невооруженным глазом. Она находится на расстоянии  92 световых лет (28 пк) от Земли  и является одним из ближайших близнецов Солнца. Ёё масса почти не отличается от солнечной .
Эта звезда, имеет спектральный класс G5,  что позволяет отнести её звездам класса G, но с неопределенным классом светимости. С одной стороны звезда имеет аналогичную Солнцу массу, температуру и металличность, что позволяло называть звезду аналогом солнца при исследовании 2009 года. Однако у HD 195034 избыток лития: его в три-четыре раза больше, чем на Солнце, что говорит о том, звезда намного моложе. Избыток лития предполагает, что возраст звезды находится в диапазоне от 2,01 до 3,80 миллиарда лет, что не совпадает с предыдущей оценкой 5,13+0,00
−2,99 млрд. лет из исследования 2007 года.

## Сравнение с Солнцем
Данный подраздел посвящён сравнению Солнца и  HD 195034.
| Название  | J2000 координаты   | J2000 координаты | Расстояние (св.лет) | Спектральный класс | Температура (K) | Металличность (%) | Возраст (млрд. лет) | Примечания |
| Название  | Прямое восхождение | Склонение        | Расстояние (св.лет) | Спектральный класс | Температура (K) | Металличность (%) | Возраст (млрд. лет) | Примечания |
| --------- | ------------------ | ---------------- | ------------------- | ------------------ | --------------- | ----------------- | ------------------- | ---------- |
| Солнце    | —                  | —                | 0.00                | G2V                | 5,778           | 100               | 4.6                 | [ 8 ]      |
| HD 133600 | 20ч 28м 11.8с      | +22° 07′ 44″     | 92                  | G5                 | 5,779           | 99                | 2.9                 | [ 9 ]      |

До настоящего времени не обнаружено ни одного солнечного двойника с полным соответствием всех характеристик солнечным, однако, есть некоторые звёзды, которые очень близки по своим параметрам к Солнцу. Точным солнечным близнецом была бы звезда спектрального класса G2V с температурой поверхности 5,778 K, возрастом 4,6 млрд. лет, с похожей металличностью и не более чем с 0,1% вариацией светимости по сравнению с солнечной . Звёзды с возрастом 4,6 млрд. лет находятся в наиболее устойчивом состоянии. Похожие значения металличности и размера также очень важны с точки зрения малого изменения светимости .

Спектральная классификация звёзд Морган-Кинана. Наиболее распространённый тип звёзд во Вселенной — М-карлики, 76%. Наше Солнце относится к G-классу (G2V) и имеет возраст 4,6 миллиарда лет. Оно более массивно, чем 95% всех звезд во Вселенной. Только 7,6% звёзд являются карликами G-класса